# シャープ・スターアクション!
『シャープ・スターアクション！』は、1973年10月2日から1979年12月18日まで日本テレビ系列局で放送されていた日本テレビ製作のクイズ番組である。その後も1979年12月25日から1980年9月23日まで『シャープ・新スターアクション！』と題して放送されていた。いずれもシャープの一社提供。放送時間は毎週火曜 19:00 - 19:30（日本標準時）。

## 概要
前々番組『ファイヤーマン』が1973年7月に打ち切りになったため、一旦『いじわるじいさん大追跡（英語: Here Comes the Grump）』でつないだ後、同年10月に放送開始した。
身振り手振りを見て答えるクイズ番組であった。合言葉は「アクショ〜ン!Q!」で、ゲームスタート時にも司会の金原二郎がコールしていた。収録は日本各地の公会堂で行われていた。
オープニングには、シャープのオープニングキャッチがあった。これは地球を人工衛星が回っているイメージ（模型）⇒太陽（実写）を映し、「♪シャープ〜シャープ〜シャープ〜シャープ〜」と連呼。その後にナレーターが「誠意と技術で世界に奉仕するシャープがお送りする、シャープ・スターアクション!（新スターアクション!）」とコールするというものであった。また、番組後半（スペシャルアクション⇒スピードアクション）の開始前に流されていたシャープのCMは通常のCMとは違い、スタジオ内で収録した60秒CMであった。

## 出演者

### 司会
- 金原二郎（当時日本テレビアナウンサー）

### 男性軍キャプテン
- 坂上二郎（「無印」時代）
- 桂三枝（後の6代目桂文枝）（「新」時代）

### 女性軍キャプテン
- 江利チエミ（「無印」時代初期）
- 佐良直美（「無印」時代中期より）
- 和田アキ子（「新」時代）

### レギュラー（1974年より）

#### 男性軍
- 湯原昌幸（「無印」時代。当時シャープCMに出演）
- 小松政夫（「無印」時代）
- 清水国明（「新」時代）

#### 女性軍
- キャッシー（「無印」時代）
- マッハ文朱（「無印」時代）
- 沢田雅美（「無印」時代）
- 五十嵐夕紀（「新」時代）

### 問題ナレーター
- 石川進

## アクション
リレーアクション
全員が横に並び、10秒間にジェスチャーをしながら一番端の人物まで伝言する。正解すれば5点（当初は1点）。問題は言葉。
当初は1回だけであったが、「スピードアクション」が登場した半年後からは2回行うようになった（2回目は、1回目と反対方向）。
グループアクション
2人で出場するジェスチャー。制限時間は90秒。問題は文章題。合図と同時に1人がジェスチャーを行う。詰まってしまったら交代。正解すれば5点獲得（当初は1点）。
スペシャルアクション
放送開始から半年間だけ行われていた番組ラストのコーナーで、様々な奇人変人を紹介。
双方のキャプテンは、登場する奇人変人を連想される文章題（例：「大声チャンピオン」なら、「自分の大声に驚き気絶した男」）を、30秒交代でジェスチャーする。正解したほうが1点獲得。その後に奇人変人の紹介を行っていた。
スピードアクション
放送開始から半年後に上記「スペシャルアクション」に変わって行われるようになったコーナー。以来このコーナーが最終ゲームとなり、最終回まで行われ続けた。
出場者は、1人ずつリレーしながらジェスチャーをして、他のメンバーに答えさせる。正解したら3点獲得（のち2点）。制限時間は2分間。ただし、1人の持ち時間は15秒で、それを過ぎるとブザーが鳴り、強制的に交代となる（パスはできない）。問題は言葉で、基本的にはノンセクションだが、「音楽大会」の時は、曲名当てになることがあった。
中期以降は、後攻チーム（前コーナーの時点で得点が低い方のチーム）が先攻チームの点数を途中で上回ったら、何秒残っていてもその時点でゲームセット、勝利チームとなる（野球で言う「サヨナラゲーム」）。
こちらは、他のクイズに比べると短く分かりやすい言葉を問題にしていた。
ペナルティアクション
いわゆる罰ゲーム。負けチームの出場者は、全員観客席の方を向き、恥ずかしいジェスチャーをする（例：どじょうすくい、アカンベーなど）。
スリーヒントアクション
中期から登場したコーナー。3つの言葉をジェスチャーで答えさせ、キーワードを答えるクイズ。
まずキャプテンは、4人のメンバーのうちの1人を指名する。そして合図と同時に、他の3人（キャプテンは不参加）は1人ずつ前に出て、出場者席の後ろのプラカードに描かれている問題をジェスチャーする（10秒）。正解すれば問題はそのまま。不正解の問題は伏せられる。それが終わったら、指名者は答えられた問題から連想するキーワードを答える。正解すれば5点獲得。
オープニングアクション
「新」になってから登場したコーナー。出場者紹介を兼ねて行われる。
呼ばれた出場者がジェスチャーをやり、観客に答えさせる。正解すれば5点獲得。このコーナーのみ進行は金原でなく、三枝と和田が担当した。
しりとりアクション
これも「新」になってから登場した。制限時間は3分。
合図と同時に、キャプテンはフリップに言葉を書き、メンバーはジェスチャーで答えさせる（点数は5点）。答えられたら、相手チームのキャプテンがフリップに言葉を書いて、ジェスチャーで当てさせる。こうして3分以内に交互にしりとりをしながら、答えをジェスチャーで当てさせる。
もちろん語尾に「ん」が付く言葉を書いてはいけないし、同じ言葉を2度書いてはいけない（失格にはならないが、書き直さなければならないので、その分タイムロスになる）。
マンガアクション
これも「新」から登場。
ステージ中央上部に、2キャラが会話しているイラストが出されるが、片方の台詞が抜けている。出場者は、その台詞をジェスチャーで当てさせる。制限時間は1分。正解すれば5点獲得。イラストは赤塚不二夫が担当した。

## シャープ賞（殊勲賞）と敢闘賞
ラストに観客から選ばれた審査員のスイッチによって、勝利チームから最も活躍した出場者（いわゆるMVP）が決められる。その出場者には「シャープ賞（殊勲賞）」が贈られた。中期以降は、負けたチームから特に印象深かった出場者に「敢闘賞」が贈られた。
シャープ賞（殊勲賞）と敢闘賞の賞品は、どちらも提供スポンサーのシャープの商品だが、シャープ賞（殊勲賞）の方が上級商品であった。

## タイマー
「スピードアクション」開始と同時に、番組ではタイマーを表示するようになった。このタイマーは3ヴァージョン有る。
初期
ステージ中央上部に掲げられた「Q」（「アクション!Q!」のQ）の内側に60本のランプがあり、「スピード」開始1分を過ぎると、1秒に1本ずつ時計の様に点灯していく（『クイズタイムショック』の逆パターン）。
中期
ステージ中央中部に、縦10個×横120列の電球で出来たバー状の電光掲示板があり、「スピード」開始と同時に1秒に1列ずつランプが点灯していく。
末期（新）
「しりとりアクション」のタイマーも兼ねるため、3桁の数字が出る電光掲示板となる。「しりとり」の時には「180」、「スピード」の時には「120」からそれぞれカウントダウンしていく。

## 放送局
系列はネット終了時のもの。◎は土曜日18:00 - 18:30、○は土曜日19:00 - 19:30、●は日曜日19:00 - 19:30、△は月曜日19:00 - 19:30にそれぞれ遅れネットしていた局。
| 放送対象地域   | 放送局             | 系列                                         | 備考                                                                  |
| -------------- | ------------------ | -------------------------------------------- | --------------------------------------------------------------------- |
| 関東広域圏     | 日本テレビ         | 日本テレビ系列                               | 製作局                                                                |
| 北海道         | 札幌テレビ         | 日本テレビ系列                               |                                                                       |
| 青森県         | 青森放送           | 日本テレビ系列 テレビ朝日系列                | 1975年3月までは日本テレビ系列単独加盟局                               |
| 岩手県         | テレビ岩手         | 日本テレビ系列                               | 1980年3月まではテレビ朝日系列とのクロスネット局                       |
| 宮城県         | ミヤギテレビ       | 日本テレビ系列                               | 1975年9月まではNETテレビ（のちのテレビ朝日）系列とのクロスネット局    |
| 秋田県         | 秋田放送           | 日本テレビ系列                               |                                                                       |
| 山形県         | 山形放送           | 日本テレビ系列                               |                                                                       |
| 福島県         | 福島中央テレビ     | 日本テレビ系列 テレビ朝日系列                |                                                                       |
| 山梨県         | 山梨放送           | 日本テレビ系列                               |                                                                       |
| 新潟県         | 新潟総合テレビ     | フジテレビ系列 日本テレビ系列 テレビ朝日系列 | ○現：NST新潟総合テレビ                                                |
| 長野県         | 信越放送           | TBS系列                                      | ◎                                                                     |
| 静岡県         | 静岡放送           | TBS系列                                      | △1978年9月まで放送                                                    |
| 静岡県         | 静岡けんみんテレビ | テレビ朝日系列 日本テレビ系列                | 現：静岡朝日テレビ 1978年10月から1979年6月まで放送                    |
| 静岡県         | 静岡第一テレビ     | 日本テレビ系列                               | 1979年7月の開局時から放送                                             |
| 富山県         | 北日本放送         | 日本テレビ系列                               |                                                                       |
| 石川県         | 北陸放送           | TBS系列                                      | ◎                                                                     |
| 福井県         | 福井放送           | 日本テレビ系列                               |                                                                       |
| 中京広域圏     | 中京テレビ         | 日本テレビ系列                               |                                                                       |
| 近畿広域圏     | 読売テレビ         | 日本テレビ系列                               |                                                                       |
| 鳥取県・島根県 | 日本海テレビ       | 日本テレビ系列                               |                                                                       |
| 広島県         | 広島ホームテレビ   | NETテレビ系列                                | 1974年3月まで放送                                                     |
| 広島県         | 広島テレビ         | 日本テレビ系列                               | 1974年4月から放送 1975年9月まではフジテレビ系列とのクロスネット局     |
| 山口県         | 山口放送           | 日本テレビ系列 テレビ朝日系列                | 1978年9月までは日本テレビ単独加盟局                                   |
| 徳島県         | 四国放送           | 日本テレビ系列                               |                                                                       |
| 香川県         | 西日本放送         | 日本テレビ系列                               | 当時の放送エリアは香川県のみ                                          |
| 愛媛県         | 南海放送           | 日本テレビ系列                               |                                                                       |
| 高知県         | 高知放送           | 日本テレビ系列                               |                                                                       |
| 福岡県         | 福岡放送           | 日本テレビ系列                               |                                                                       |
| 長崎県         | テレビ長崎         | フジテレビ系列 日本テレビ系列                | 1975年9月までは●、同年10月から同時ネット                              |
| 熊本県         | テレビ熊本         | フジテレビ系列 日本テレビ系列 テレビ朝日系列 | ●                                                                     |
| 大分県         | テレビ大分         | フジテレビ系列 日本テレビ系列 テレビ朝日系列 | 1975年9月までは●、同年10月から同時ネット                              |
| 宮崎県         | テレビ宮崎         | フジテレビ系列 日本テレビ系列 テレビ朝日系列 | 1975年9月までは●、同年10月から同時ネット                              |
| 鹿児島県       | 鹿児島テレビ       | フジテレビ系列 日本テレビ系列 テレビ朝日系列 | 1975年9月までは●、同年10月から同時ネット                              |
| 沖縄県         | 琉球放送           | TBS系列                                      | ◎1974年3月まで放送                                                    |
| 沖縄県         | 沖縄テレビ         | フジテレビ系列                               | 1974年4月から放送 1976年3月までは●、同年4月から最終回までは同時ネット |

- ネット局のうち、TBS系列の信越放送と北陸放送がそれぞれ土曜18:00からの異時ネットで、キー局のTBSなどが同時ネットしていた『料理天国』の放送は遅れネットも含めて無かったが、番組終了と同時に『料理天国』のネットに切り替えた。また、静岡放送も1978年9月までは『YKKアワー キックボクシング中継』を差し替える形で放送していた。
- フジテレビ系メインのクロスネット局である新潟総合テレビでは土曜19:00から、九州地方の各局では日曜19:00からそれぞれ放送されていた。フジテレビ系列の沖縄テレビは系列外ながら、1976年4月以降この番組を日本テレビと同じ時刻に放送していた。

## 補足
- 日本テレビのシャープ一社提供番組は、早川電機時代の1966年10月 - 1969年9月に放送されたオーディション番組『あなた出番です!』以来4年ぶり。ただし、末期にはシャープと鈴木自動車工業（現・スズキ）との二社提供であった。
- 番組冒頭では、司会の金原が一人一人にキャッチフレーズを付けて出演者を紹介していたが、佐良直美は専ら「永遠の処女、佐良直美さんです」と紹介されていた。佐良は金原の少し失礼な紹介について特にリアクションを見せず、会場の観客も普通に拍手をしていたという[2]。
- 江利・坂上時代、「グループアクション」の先攻後攻決めは、双方のキャプテンを象った特製人形を使ってのじゃんけん（右手がグー、左手がチョキ、股間からの手がパー）で決めていた。この特製人形は視聴者へのプレゼントされていた。
- 『新』時代の1980年には、タカラ（現・タカラトミー）発売のボードゲームシリーズ『スクールパンチ』の1つとして『新スターアクションゲーム』が発売されていた。